# Власи (друштвена класа)
Појам власи (грч. βλάχοι, лат. valachi, тур. eflakân) у функцији соционима представља назив за посебну друштвену класу (сталеж) на просторима југоисточне Европе током средњовековног и раног нововековног раздобља. Као посебан друштвени сталеж, власи се јављају у јужнословенским средњовековним државама и суседној Краљевини Угарској, а посебан положај ове друштвене класе је касније озваничен у Османском царству и Хабзбуршкој монархији. Сталешке влахе су највећим делом чинили православни хришћани, који су се претежно бавили сточарством, водећи номадски или полуномадски начин живота. У етничком смислу, сталешки власи су најчешће били етнички Власи (отуда долази и назив сталежа) или Срби. Посебан друштвени положај сталешких влаха се огледао у њиховој пореској и катунској аутономији, која је била повезана са посебним облицима војне службе. Током позног средњовековног и раног нововековног раздобља, у време успостављања и учвршћивања турске власти, дошло је до знатних миграција становништва са влашким сталешким статусом. Потом је уследило постепено везивање сталешких влаха за области у којима су били настањени, уз прелазак са миграторног на седелачки облик живота и привређивања. Пошто је у оквирима влашког сталежа по основу заједничке припадности православљу дошло до постепеног спајања етничких Влаха са Србима, појам власи се у Хабзбуршкој монархији током времена усталио не само као знака за друштвену класу, већ и као колоквијални назив за Србе, тако да су и поједине области, као на пример Мала Влашка у Славонији, добиле влашку одредницу управо због знатног присуства Срба који су припадали влашком сталежу.

## Поријекло сталежа
Након османског освајања српских и суседних области, етнички Власи, који су већим делом били православне, а мањим и римокатоличке вјероисповијести, и још увијек у великој мјери били номадско и полуномадско пастирско становништво, играли су двоструку улогу у односима са новим османским владарима. Иако су неки православни власи и дио римокатоличких влаха из Босне и Зете избјегли прије доласка Османске војске у хришћанске земље на западу (нпр. Дубровник, Хрватска итд.); они који су остали, и православни из унутршњости и римокатолички из западне Херцеговине и приморске Зете, спремно су дочекали ново стање, пошто су освајачи имали огромно тржиште за њих и њихову стоку, а обећали су да ће унаприједити њихов друштвени положај. На тај начин је подстакнута посебна сарадња између Турака и влаха, који ће заузват задржати своју религију (осим неколицине, који су већином били чланови високог друштва, а који су на ислам прешли како би себи и својој породици осигурали посебне привилегије и истакнуте административне положаје од османских власти), а поставити се у султанову службу; све ово је омогућило да власи могу формирати значајну привилеговану класу унутар милетског система Османског царства, упоредо са класом раје, за више до једног вијека. Додатно, са почетком османске владавине, у оквор ове друштвене класе долази и друго етичким Власима слично (полуномадско пастирско/сточарско) становништво, као што су православни Срби, који су такође служили као војнуци и мартолози, током 16. вијека, у великом броју, заједно са етничким Власима.

## Служба
Током ране историје Османског царства на Балканском полуострву, постојала је друштвена класа влаха са простору данашње Србије и у областима Македоније, сачињена од хришћана који су служили као помоћне снаге и имали су иста права као муслимани.
Због свог искуства у превозу робе и вештине и брзине којом су се кретали планинским областима; Турци су почели да их користе као помоћне трупе (војнуци), чиме им је повјерен превоз војних средстава, спровођење шпијунских операција и брзих пљачка-палеж препада на непријатељској хришћанској земљи, као и патрола планински клисурама и границама уопште. Додатно, они су увијек пратили османске снаге у њиховим походима широм Балкана, све до сјевернозапада, и то цијеле заједнице; заједнице намјењене за попуњавање новоосвојених подручја као гранична војна колонија, зване катун или џемат (која се састојала од око 20—50 домова); на челу заједница се налазио катунар или примикур. Они су такође формирали важне и веома бројне хришћанске војне гарнизоне (мартолози) везане за Османску војску, у новоосвојеним градовима. У замјену за њихове регуларне дужности, добијали су привилегије које су били забрањене свим другим зимима према шеријату; нпр. пошто су служили регуларно као османске помоћне снаге, било им је дозвољено да носе оружје или да јашу коње. Наградне привилегије су проширене и на економску сферу; ове заједнице су у великој мјери биле ослобођене плаћана пореза, али су једном годишње плаћали закуп свог домаћинства једним златним дукатом или флорином, па су због тога постали познат и као „дукат власи” или „флорин власи” (тур. Filurîci Eflakân). У исто вријеме, велики земљопосједници Турци и Словени муслимани (спахије и тимари) су са собом водили значајан број ових влаха, како би обрађивали њихову земљу.

## Слабљење
Међутим, временом, са централизацијом и промјеном државне структуре, економског система и војне организације, многе службе за које су Осмалније користиле влахе постале су сувишне. Као резултат тога, 20-их година 16. вијека почела је влашка седентраризација и смањење њихових привилегија. До краја 16. вијека, ове привилегије резултирале су тиме да је већина друштвеног статуса влаха била једнака оној филуричија, а касније и обичне раје. На крају, одјек османског пораза код Сиска 1592. године, био је окидач за губитак повјерења сталешких влаха у турску власт и подстакла је прелазак многих Срба и етничких Влаха на хабзбуршку страну (види: Банатски устанак). Тај миграциони процес је попримио знатне размере током 16. и 17. века.

## Порези
Сталешки власи су имали пореске олакшице под византијски и српским владарима у замјену за војну службу и то се наставило под османском влашћу. Умјесто неких уобичајених пореза, плаћали су посебни „влашки порез” (тур. Rüsûm-i Eflakiye): једну овцу и једно јагње из сваког домаћинства на Ђурђевдан сваке године. С обзиром да су имали различите порезе, власи су у дефтерима били уписани на посебан начин. Поједине карактеристике правно-економског положаја сталешких влаха из средњовековног раздобља пренеле су се и на раздобље турске власти.